# Samguk Sagi
Samguk Sagi (삼국사기; 三國史記; pronunție: pronunție în coreeană [sʰamɡuk̚s͈aɡi]; Istoria celor Trei Regate) este o cronică istorică despre Cele Trei Regate Coreene: Goguryeo, Baekje și Silla. Samguk Sagi este sdrisă în chineză clasică (limba scrisă a literațiilor din Coreea tradițională) iar compilarea ei a fost ordonată de regele Injong (r. 1122-1146) al Goryeo și realizată de oficialul guvernamental și istoricul Kim Bu-sik (金富軾) și o echipă de cercetători juniori. A fost terminată în 1145. E cunoscută de oamenii din Coreea ca cea mai veche cronică existentă a istoriei coreene. 

## Conținut
Cele 50 de volume ale lucrării (gwon 권 卷; inițial însemnând ,,sul”) sunt compuse din: 
- Înregistrăriile Silla (Nagi 나기 羅紀 sau Silla bongi, 신라 본기, 新羅本紀) (12 volume)
- Înregistrăriile Goguryeo (Yeogi 여기 麗紀 sau Goguryeo bongi, 고구려 본기, 高句麗本紀) (10 volume)
- Înregistrăriile Baekje (Jegi 제기 濟紀 sau Baekje bongi, 백제 본기, 百濟本紀) (6 volume)
- Tabele cronologice (Yeonpyo, 연표, 年表) (3 volume)
- Monografii (traduse de asemenea ca ,,tratate”) (ji, 지, 志) (9 volume): ceremonii și muzică (cele două sunt strâns legate), transporturi și locuințe, birouri oficiale și ranguri
- Biografii (yeoljeon, 열전, 列傳) (10 volume)

## Context
Când a compilat Samguk Sagi (,,compilat” este mai corect decât ,,scris” deoarece majoritatea informațiilor istorice provin din alte cronici istorice mai vechi), Kim Bu-sik a ținut seama de tradițiile imperiale chinezești, modelând formatul lucrării după înaintașii săi chinezi. Mai exact, el l-a luat drept model pe ,,Marele Istoric”, Sima Qian (ca. 145-90 î.Hr ) din fosta dinastie Han (206 î.Hr- 24d.Hr.) adoptând titlul istoriei sale unice a Chinei, Shiji (Sagi în coreeană) pentru propria lui lucrare. Din tradiția istoriografică chineză este adaptată de asemenea împărțirea clasică a istoriei dinastice în 4 părți: anale (bongi, 本 紀), tabele (pyo, 表), monografii (ji, 志), și biografii (yeoljeon, 列傳).
Există mulți factori motivanți pentru compilarea Samguk Sagi în secolul al XII-lea. Aceștia ar putea fi caracterizați în general ca ideologici și politici. Factorii ideologici au fost enunțați în prefața lucrării lui Kim Bu-sik unde istoricul afirmă: 
,,Oamenii de știință și oficialii de rang înalt de astăzi sunt cei care sunt bine experimentați și pot discuta în detaliu Cei Cinci Clasici 五 經 și alte tratate filosofice...precum și istoriile Qin și Han, dar în ceea ce privește evenimentele din tara noastra, ei sunt extrem de ignoranți de la început până la sfârșit. Acest lucru este cu adevărat jalnic.” 
În acest citat se pot distinge două motive clare. Unul ar fi să umple marele gol de cunoștințe referitoare la era celor trei regate ale Coreei. Deși fiecare dintre regate, Goguryeo, Baekje și Silla au avut aparent propriile lor istorii, acestea au fost în mare măsură pierdute urma în războaiele continue, căderii Gofuryeo și Baekje și împrăștierii documentelor. Celălalt motiv a fost să producă o istorie care să servească la educarea literațiilor nativi coreeni în istoria proprie și să le ofere exemple coreene de virtuți confucianiste. Acest lucru a fost de o importanță specială în perioada medie a dinastiei Goryeo care devenea tot mai confucianistă. 
Există și alți factori care nu se discern așa de clar. În tradiția chineză, compilarea unei istorii dinastice servea de asemenea scopuri politice. Istoria dinastică era scrisă de dinastia succesoare și chiar acest gest ilustra faptul că dinastia succesoare a moștenit mandatul de guvernare de la predecesoarea sa. În acest context, trebuie reamintit că Samguk Sagi a fost o lucrare sponsorizată oficial, comandată de regele din Goryeo cu personal de compilare aprobat de birocrația centrală. Așa cum s-a menționat mai devreme, un aspect al scopului său ar fi de a educa oamenii de știință și oficialii birocrației confucianiste în patrimoniul lor natal și cu potențial nativ de atingere a valorilor confucianiste. Totuși, faptul că ideea de ,,patrimoniu nativ” este interpretată de Samguk Sagi ca ,,patrimoniul celor Trei Regate” denotă ideea de promovare a Celor Trei Regate (în detrimentul competitorilor vecini ca Buyeo, Mahan și Gaya care au fost asimilați în cel Trei Regate) ca regate de drept ale Coreei, pentru a întări legitimitatea și prestigiul statului Goryeo, ca succesor adevărat al celor Trei Regate. În acest fel, acest lucru a ajutat la conferirea ideii de 
zhengtong 正統 sau ,,linie legitimă de succesiune” pentru noua dinastie. Chiar dacă acest obiectiv nu a fost afirmat direct în memorilaul lui Kim Busik din 1145, intenția era clar înțeleasă. Încercarea Goryeo ca, prin scrierea Samguk Sagi, să-și securizeze legitimitatea și să stabilească o continuitate a ,,mantiei de autoritate” (sau Mandatului Ceresc) de la cele Trei Regate a avut ca și consecință faptul că cei care au compilat Samguk Sagi, spre de osebire de cei de la Jewang Ungi sau Goryeo Dogyeong (高麗圖經) au empatizat cu Silla Unificată, ultimul supraviețuitor al celor Trei Regate și au ignorat Balhae.